# Eurodicautom
O Eurodicautom foi a base de dados terminológica da Comissão Europeia até ao aparecimento de IATE (2007). A interface Web Eurodicautom fornecia um serviço gratuito, que permitia a tradução do vocabulário da União Europeia nas suas línguas oficiais.

## História
Em 1973 começou a ser desenvolvido o Eurodicautom, uma base de dados multilingue da Comissão Europeia, resultante da fusão dos conteúdos lexicográficos e da experiência do Euroterm (um dicionário contextual tetralingue em alemão, francês, italiano, neerlandês), e do Dicautom (uma grande colecção de expressões técnicas, mas apenas em consulta bilingue, utilizando cartões perfurados). A grande inovação para a época era a possibilidade de consulta multilingue automatizada de equivalências terminológicas nas línguas oficiais e de trabalho das Comunidades Europeias. As quatro línguas originais de Eurodicautom eram o alemão, francês, italiano e neerlandês, a que se juntou o dinamarquês e o inglês. Com as sucessivas adesões foram mais tarde acrescentados o grego, o espanhol e o português e o finlandês e o sueco — num total de 11 línguas. O latim estava igualmente presente em domínios como a zoologia ou a botânica.
Eurodicautom era particularmente rico em terminologia técnica e especializada relacionada com as políticas da União Europeia (agricultura, telecomunicações, transportes, legislação, finança, etc.). As fichas, agrupadas em colecções e classificadas em domínios, podiam conter para além do termo (ou abreviatura) propriamente dito e dos seus sinónimos, definições, notas explicativas, referências, etc. Eurodicautom continha cerca de 5,5 milhões de termos e abreviaturas em mais de um milhão de fichas. Nem todas as línguas tinham uma representação igual: as línguas mais utilizadas nos originais dos textos (o francês, o inglês e, em menor medida, o alemão) e as mais antigas tinham maior número de entradas. O português estava representado com mais de 360.000 termos e abreviaturas.
Todo este material, resultante não só do trabalho realizado por terminólogos e tradutores, mas também do de técnicos e empresas contratados pela Comissão para cobrir necessidades concretas, foi inicialmente desenvolvido para satisfazer as necessidades dos tradutores da Comissão, mas em breve se tornou uma ferramenta acessível e útil para os outros funcionários, quer da Comissão quer das outras instituições europeias. Em 1997, Eurodicautom passou a estar acessível na Internet de forma gratuita a utilizadores em todo o mundo, recebendo uma média de 120.000 interrogações por dia, mas ultrapassando frequentemente as 200.000.
No Verão de 2004, Eurodicautom passou o testemunho e os conteúdos a IATE, embora a interface pública de consulta se tivesse mantido ainda activa até 19 de Março de 2007. 